# Thunder Snow
Thunder Snow (2014-) est un cheval de course pur-sang anglais, né en Irlande, appartenant à l'Écurie Godolphin, entraîné en Angleterre et à Dubaï par Saeed bin Suroor et monté par Christophe Soumillon. Il est le seul cheval à avoir réalisé un doublé dans la Dubaï World Cup.

## Carrière de courses
Thunder Snow effectue des débuts victorieux sur l'hippodrome de Leicester dès le mois de mai de ses 2 ans. Mais tout en prenant des accessits dans plusieurs courses de groupe (deuxième des Vintage Stakes et des Champagne Stakes), il ne parvient à s'imposer à nouveau qu'à l'automne, mais dans un groupe 1, le Critérium international, où il découvre celui qui deviendra son jockey attitré, Christophe Soumillon. Dans les bilans de fin d'année, il est classé troisième meilleur 2 ans en Europe, et meilleur poulain entraîné en Grande-Bretagne.

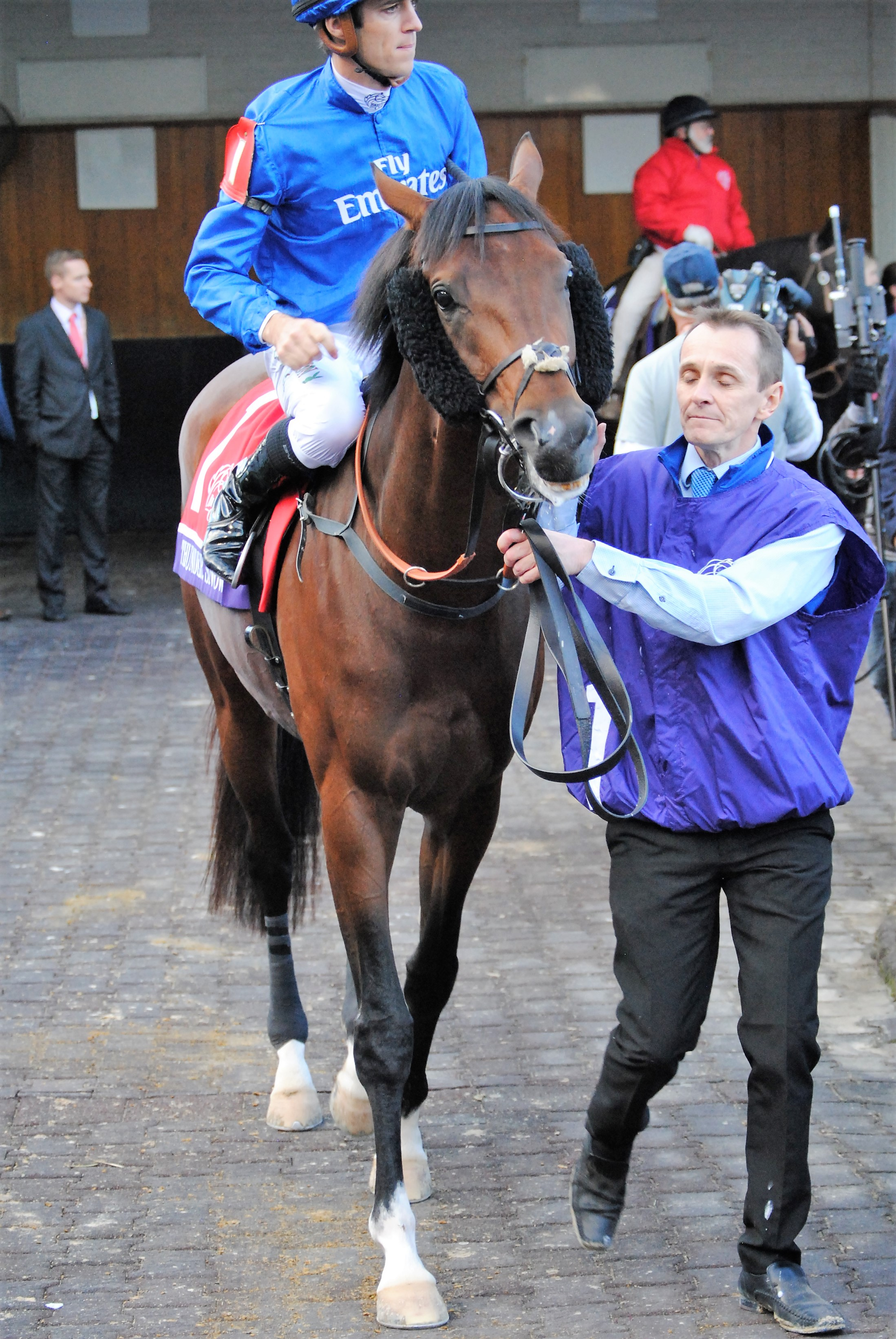
Thunder Snow au départ de la Breeders' Cup Classic 2018.

Envoyé passer l'hiver à Dubaï, il rentre en février dans les UAE 2000 Guineas, qu'il remporte brillamment, avant de faire le doublé avec l'UAE Derby. Cette performance, qui démontre son aisance sur le dirt, lui vaut de porter les espoirs de Godolphin pour une campagne américaine qui doit commencer dans le Kentucky Derby. Mais dans le grand classique américain, où il s'élance à une cote de méfiance, l'aventure tourne court. La course se déroule sous la pluie et la piste de Churchill Downs est détrempée, ce qui semble ne pas plaire au poulain qui, dès l'ouverture des stalles, se lance dans un spectaculaire numéro de rodéo ponctué de grandes ruades, un comportement rarissime à ce niveau. Heureusement, Thunder Snow ne se blesse pas, mais cette mésaventure lui vaut d'être rapatrié en Europe, où trois semaines plus tard, il montre qu'il n'est pas affecté en prenant le premier accessit des 2000 Guinées irlandaises derrière Churchill, gagnant ainsi ses galons classiques. Se cantonnant à l'exercice du mile, il confirme par une troisième place dans les St. James's Palace Stakes, puis s'adjuge un deuxième groupe 1 pour sa deuxième sortie en France, dans le Prix Jean Prat. Il enchaîne par une troisième place dans le Prix Jacques Le Marois, mais échoue dans sa dernière tentative de l'année, dans les Queen Elizabeth II Stakes.
Comme l'année précédente, Thunder Snow passe l'hiver à Dubaï, où il réalise un excellent meeting dans l'optique de la Dubaï World Cup, avec une victoire et deux premiers accessits dans les préparatoires à la course reine. Dans la World Cup, il remporte une victoire éclatante, la plus belle de sa carrière, par près de six longueurs, malgré un numéro de stalle tout à l'extérieur (10 sur 10). Thunder Snow prend ensuite de longues vacances, avant de rentrer, discrètement, dans les Juddmonte Stakes en août, en prélude à une nouvelle campagne américaine, qui va se solder par deux très bonnes performances, puisqu'il prend la deuxième place de la Jockey Club Gold Cup, et la troisième du Breeders' Cup Classic, sommet de la saison américaine. La régularité de Thunder Snow au plus haut niveau encourage l'écurie Godolphin à le maintenir à l'entraînement, dans l'optique de devenir le premier cheval à remporter la Dubaï World Cup. Pour cela, il effectue un meeting de Meydan plus léger que l'an dernier, ne participant qu'au troisième et dernier round du Al Maktoum Challenge, où il ne peut rivaliser avec son compagnon d'écurie Capezzano, qui l'emporte par près de dix longueurs et se place en favori dans la World Cup. Mais dans cette course, il ne sera à son tour que le spectateur de la lutte épique que se livrent Thunder Snow (encore malchanceux au tirage au sort, puisqu'il doit s'élancer de la stall 12) et Gronkowski, un cheval britannique parti faire carrière outre-Atlantique où il s'est classé deuxième de Justify dans les Belmont Stakes. Le plus court des nez séparera les deux adversaires, mais ce minuscule appendice fera entrer Thunder Snow dans l'histoire, comme le premier double vainqueur de la plus grande course des Émirats. Accessoirement, il devient avec près de 15 millions d'euros de gains, le cheval européen le plus riche de l'histoire, dépassant l'Irlandais Highland Reel. Il se retire de la scène après une troisième place dans le Metropolitan Handicap.  

### Résumé de carrière
| Date         | Hippodrome      | Pays        | Course                       | Statut      | Distance    | Jockey       | Place       | Écart       | Vainqueur ou deuxième | Temps       |
| 2016, 2 ans  | 2016, 2 ans     | 2016, 2 ans | 2016, 2 ans                  | 2016, 2 ans | 2016, 2 ans | 2016, 2 ans  | 2016, 2 ans | 2016, 2 ans | 2016, 2 ans           | 2016, 2 ans |
| ------------ | --------------- | ----------- | ---------------------------- | ----------- | ----------- | ------------ | ----------- | ----------- | --------------------- | ----------- |
| 31 mai       | Leicester       | Royaume-Uni | Maiden Stakes                | Maiden      | 1 200 m     | J. Doyle     | 1er / 12    | 1 ¼         | Parys Mountain        | 1'13"25     |
| 14 juin      | Ascot           | Royaume-Uni | Coventry Stakes              | Gr. 2       | 1 200 m     | J. Doyle     | 6e / 18     | 8 ½         | Caravaggio            | 1'16"36     |
| 26 juillet   | Goodwood        | Royaume-Uni | Vintage Stakes               | Gr. 2       | 1 400 m     | J. McDonald  | 2e / 9      | 1 ¼         | War Decree            | 1'25"75     |
| 10 septembre | Doncaster       | Royaume-Uni | Champagne Stakes             | Gr. 2       | 1 400 m     | J. Doyle     | 2e / 6      | tête        | River Delight         | 1'26"63     |
| 8 octobre    | Newmarket       | Royaume-Uni | Dewhurst Stakes              | Gr. 1       | 1 400 m     | J. Crowley   | 4e / 7      | 2           | Churchill             | 1'23"80     |
| 30 octobre   | Saint-Cloud     | France      | Critérium international      | Gr. 1       | 1 400 m     | C. Soumillon | 1er / 9     | 5           | South Seas            | 1'28"20     |
| 2017, 3 ans  |                 |             |                              |             |             |              |             |             |                       |             |
| 11 février   | Meydan          | Dubaï       | UAE 2000 Guinées             | Gr. 3       | 1 600 m     | C. Soumillon | 1er / 9     | 5 ¾         | Bree Jersey           | 1'38"48     |
| 25 mars      | Meydan          | Dubaï       | UAE Derby                    | Gr. 2       | 1 900 m     | C. Soumillon | 1er / 16    | cte tête    | Epicharis             | 1'57"76     |
| 6 mai        | Churchill Downs | États-Unis  | Kentucky Derby               | Gr. 1       | 2 000 m     | C. Soumillon | Arrêté      |             | Always Dreaming       | 2'03"59     |
| 27 mai       | Curragh         | Irlande     | Irish 2000 Guineas           | Gr. 1       | 1 600 m     | C. Soumillon | 2e / 6      | 2 ½         | Churchill             | 1'40"46     |
| 20 juin      | Ascot           | Royaume-Uni | St. James's Palace Stakes    | Gr. 1       | 1 600 m     | C. Soumillon | 3e / 8      | 1 ¼         | Barney Roy            | 1'37"22     |
| 9 juillet    | Chantilly       | France      | Prix Jean Prat               | Gr. 1       | 1 600 m     | C. Soumillon | 1er / 5     | 1 ¼         | Trais Fluors          | 1'38"78     |
| 13 août      | Deauville       | France      | Prix Jacques Le Marois       | Gr. 1       | 1 600 m     | C. Soumillon | 3e / 6      | enc.        | Al Wukair             | 1'38"51     |
| 21 octobre   | Ascot           | Royaume-Uni | Queen Elizabeth II Stakes    | Gr. 1       | 1 600 m     | C. Soumillon | 15e / 15    | 33          | Persuasive            | 1'46"13     |
| 2018, 4 ans  |                 |             |                              |             |             |              |             |             |                       |             |
| 11 janvier   | Meydan          | Dubaï       | Al Maktoum Challenge Round 1 | Gr. 2       | 1 600 m     | C. Soumillon | 2e / 8      | 4 ½         | Heavy Metal           | 1'37"80     |
| 8 février    | Meydan          | Dubaï       | Al Maktoum Challenge Round 2 | Gr. 2       | 1 900 m     | C. Soumillon | 1er / 6     | enc.        | North America         | 1'57"89     |
| 10 mars      | Meydan          | Dubaï       | Al Maktoum Challenge Round 3 | Gr. 1       | 2 000 m     | O. Murphy    | 2e / 12     | 5 ¼         | North America         | 2'01"71     |
| 31 mars      | Meydan          | Dubaï       | Dubaï World Cup              | Gr. 1       | 2 000 m     | C. Soumillon | 1er / 10    | 5 ¼         | West Coast            | 2'01"38     |
| 22 août      | York            | Royaume-Uni | International Stakes         | Gr. 1       | 2 080 m     | C. Soumillon | 8e / 8      | 13 ½        | Roaring Lion          | 2'07"70     |
| 29 septembre | Belmont Park    | États-Unis  | Jockey Club Gold Cup         | Gr. 1       | 2 000 m     | C. Soumillon | 2e / 8      | enc.        | Discreet Lover        | 1'59"99     |
| 3 novembre   | Churchill Downs | États-Unis  | Breeders' Cup Classic        | Gr. 1       | 2 000 m     | C. Soumillon | 3e / 14     | 1 ¾         | Accelerate            | 2'02"93     |
| 2019, 5 ans  |                 |             |                              |             |             |              |             |             |                       |             |
| 9 mars       | Meydan          | Dubaï       | Al Maktoum Challenge Round 3 | Gr. 1       | 2 000 m     | C. Soumillon | 2e / 10     | 9 ½         | Capezzano             | 2'05"82     |
| 30 mars      | Meydan          | Dubaï       | Dubaï World Cup              | Gr. 1       | 2 000 m     | C. Soumillon | 1er / 12    | nez         | Gronkowski            | 2'03"87     |
| 8 juin       | Belmont Park    | États-Unis  | Metropolitan Handicap        | Gr. 1       | 1 600 m     | C. Soumillon | 3e / 9      | 1           | Mitole                | 1'32"75     |

## Au haras
Thunder Snow est envoyé au Japon pour faire la monte à l'antenne locale de Godolphin. Il effectue sa première saison à ¥ 2 500 000 la saillie (environ 20 000 €).

## Origines
Thunder Snow est le meilleur produit du miler australien Helmet, vainqueur de trois groupe 1 à 3 ans (Caulfield Guineas, Champagne Stakes et AJC Sires' Produce Stakes), lui-même issu d'une famille très performante aux antipodes. Sa mère, Eastern Joy, n'a pas couru, mais cette sœur de West Wind (Machiavellian), lauréate d'un Prix de Diane, s'est avérée une excellente reproductrice, puisqu'elle a donné également : 
- Ihtimal (par Shamardal) : May Hill Stakes (Gr.2), Sweet Solera Stakes (Gr.3), UAE Oaks (Gr.3), 3e 1000 Guinées, Fillies' Mile
- Always Smile (Cape Cross) :  2e Sun Chariot Stakes, 3e Falmouth Stakes, Duke of Cambridge Stakes (Gr.2)
- First Victory (Teofilo) : Oh So Sharp Stakes (Gr.3), mère de :
  - Coroebus (Dubawi) : 2000 Guineas, Autumn Stakes (Gr.3). 2e Royal Lodge Stakes (Gr.2).
- Eastern World (Dubawi) : Mahab Al Shimaal (Gr.3).
- Winter Lightning (Shamardal) : 3e Atalanta Stakes (Gr.3), UAE Oaks (Gr.3).

### Pedigree
| Origines de Thunder Snow (IRE), mâle bai né en 2014 | Origines de Thunder Snow (IRE), mâle bai né en 2014 | Origines de Thunder Snow (IRE), mâle bai né en 2014 | Origines de Thunder Snow (IRE), mâle bai né en 2014 |
| --------------------------------------------------- | --------------------------------------------------- | --------------------------------------------------- | --------------------------------------------------- |
| Père Helmet                                         | Exceed and Excel                                    | Danehill                                            | Danzig                                              |
| Père Helmet                                         | Exceed and Excel                                    | Danehill                                            | Razyana                                             |
| Père Helmet                                         | Exceed and Excel                                    | Patrona                                             | Lomond                                              |
| Père Helmet                                         | Exceed and Excel                                    | Patrona                                             | Gladiolus                                           |
| Père Helmet                                         | Accessories                                         | Singspiel                                           | In The Wings                                        |
| Père Helmet                                         | Accessories                                         | Singspiel                                           | Glorious Song                                       |
| Père Helmet                                         | Accessories                                         | Anna Matrushka                                      | Mill Reef                                           |
| Père Helmet                                         | Accessories                                         | Anna Matrushka                                      | Anna Paola                                          |
| Mère Eastern Joy                                    | Dubaï Destination                                   | Kingmambo                                           | Mr. Prospector                                      |
| Mère Eastern Joy                                    | Dubaï Destination                                   | Kingmambo                                           | Miesque                                             |
| Mère Eastern Joy                                    | Dubaï Destination                                   | Mysterial                                           | Alleged                                             |
| Mère Eastern Joy                                    | Dubaï Destination                                   | Mysterial                                           | Mysteries                                           |
| Mère Eastern Joy                                    | Red Slippers                                        | Nureyev                                             | Northern Dancer                                     |
| Mère Eastern Joy                                    | Red Slippers                                        | Nureyev                                             | Special                                             |
| Mère Eastern Joy                                    | Red Slippers                                        | Morning Devotion                                    | Affirmed                                            |
| Mère Eastern Joy                                    | Red Slippers                                        | Morning Devotion                                    | Morning Has Broken (famille 4-k)                    |